# آرثر هنري آدامز
آرثر هنري آدامز (بالإنجليزية: Arthur Henry Adams)‏ هو صحفي وشاعر أسترالي ونيوزلندي، ولد في 6 يونيو 1872 في Lawrence, New Zealand ‏ في نيوزيلندا، وتوفي في 4 مارس 1936 في سيدني في أستراليا.